# Raymond Szeto
Raymond Szeto (* 22. Juli 1991 in Sutton) ist ein kanadischer Volleyballspieler.

## Karriere
Szeto studierte von 2010 bis 2015 an der York University und spielte im Universitätsteam Lions. In der Saison 2016/17 war der Außenangreifer in der französischen Liga bei Saint-Nazaire VBA aktiv. Anschließend wechselte er zum deutschen Bundesligisten SVG Lüneburg. Mit dem Verein erreichte er in der Saison 2017/18 im DVV-Pokal und in den Bundesliga-Playoffs jeweils das Viertelfinale. In der folgenden Saison stand er mit Lüneburg im Pokalfinale gegen den VfB Friedrichshafen und in der Bundesliga endete die Saison im Playoff-Halbfinale gegen denselben Gegner. 2019 wechselte Szeto zu Al-Ahli (Bahrain).